# Nebe a dudy

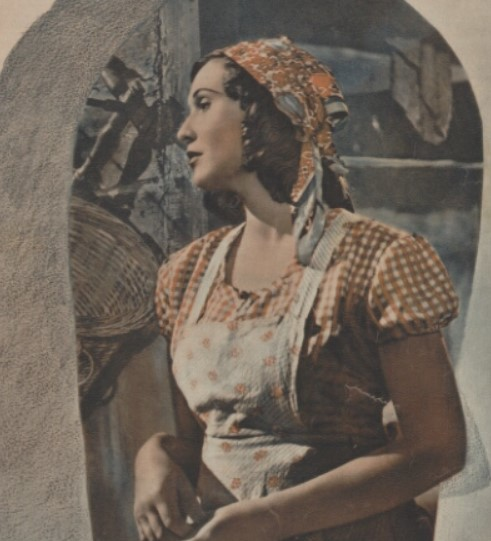
Jana Romanová ve filmu Nebe a dudy

Nebe a dudy je český romantický film Vladimíra Slavínského z roku 1941. Pojednává o proměně charakteru a nalezeném soucitu a vcítění u továrníka Bartoše, o kterého se po jeho zranění nezištně postaral jeho zaměstnanec Fábera. Film byl natáčen v Týnci nad Sázavou, v kamenolomu u Slivence, u hotelu Hubertus v Jílovišti, na silnici II/102 mezi Štěchovicemi a Davlí a u kostela sv. Ducha v Trnové.

## Děj filmu
Továrník Bartoš je protiva a hypochondr, který je odtržen od reálného života. Nemá žádné přátele a všechny pokládá přinejmenším za své nepřátele. Jednoho dne je však odkázán na nezištnou pomoc (shodou okolností svého zaměstnance) Antonína Fábery, lamače kamene, který ho po nehodě ošetří. Několik dní prožitých v nuzných podmínkách svých zaměstnanců mu dává nahlédnout do jejich problémů, o kterých neměl dosud tušení. Přenese se přes předsudky, které choval a uzavírá inkognito své první přátelství se skalákem a pytlákem Fáberou. Po návratu od Faberů pocítí změnu k lepšímu všichni jeho zaměstnanci. Šéf se stal mnohem tolerantnějším, přidal na mzdě zvláště živitelům dětí. Jediný zádrhel v přátelství s Fáberou nastane v okamžiku, když zjistí, že jeho synovec a budoucí nástupce miluje Fáberovu dceru Anči. V okamžiku, když Fábera odmítne zbraňovat dceři v lásce, dostane dokonce výpověď z práce. Poslední den v práci se Fáberovi stane v lomu nehoda a je vážně zraněn. V tomto krizovém okamžiku dochází k procitnutí svědomí pana šéfa. Lituje toho, co učinil a žádá o odpuštění. Lásce svého synovce už nehodlá bránit.

## Obsazení
| Jindřich Plachta                      | Antonín Fábera                            |
| Jaroslav Marvan                       | továrník Rudolf Bartoš                    |
| Jana Romanová                         | Fáberova dcera Anči                       |
| dvojčata Jiří Blahník a Lumír Blahník | Tonda a Vašek                             |
| Raoul Schránil                        | Oldřich Čermák, synovec továrníka Bartoše |

## Návštěvnost
V prosinci 1945 byl film v obnovené premiéře znovu uveden do kinodistribuce. Od tohoto data až do 31. prosince 1987 vidělo film v českých kinech v rámci 5 178 představení celkem 456 537 diváků. K datu 31. prosince 1991, kdy byl vyřazen z distribuce, vidělo film v českých kinech v rámci 5 394 představení celkem 461 850 diváků.